# Галаганы (дворянский род)

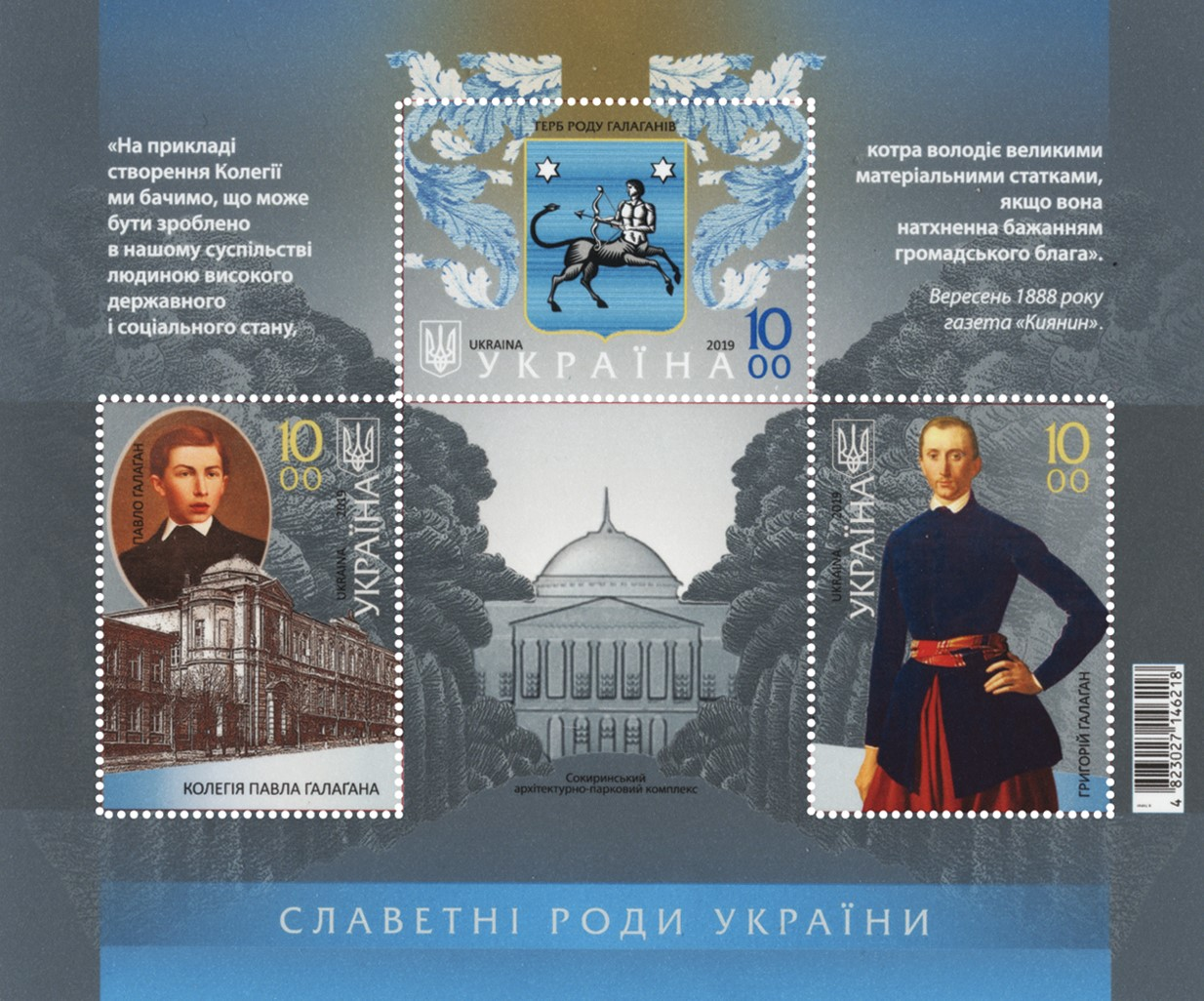
Украина (2019): почтовый блок(Mi #1832—1834)

Галаганы (укр. Ґалаґани́) — угасший (по некоторым оценкам) дворянский род казацкой старшины, который владел в XVIII—XIX веках усадьбой Сокиринцы, служившей эталоном для помещиков Малороссии.

## История рода
Предок фамилии Галаганов — Иван Галаган, был казаком местечка Омельник (XVII в.). Его сын, полковник Чигиринского полка Игнатий Иванович Галаган, за храбрость и верность от Петра I вместо прежде бывших у него маетностей, которые отданы в польское владение, пожалован деревнями и грамотою на них (1686). Пётр II пожаловал Галагана грамотой на прилуцкое полковничество (1728). На место Игнатия Галагана определён (1740) прилуцким полковником сын его Григорий Игнатьевич Галаган (1716—1777). 
Со смертью сына Григория Павловича Галагана (1819—1888) — Павла Григорьевича (1853—1869), род Галаганов прекратился, и фамилия их присоединена, по Высочайшему повелению, к фамилии графа Константина Николаевича Ламздорфа, женатого на графине Екатерине Павловне Комаровской, по матери Галаган (см. далее Ламздорф-Галаган).

## Описание герба
В лазоревом поле кентавр: человеческая половина — натурального цвета, конская — чёрная. Хвост кентавра — чёрная змея с червлёной пастью. Кентавр стреляет из золотого лука золотой стрелой в пасть змеи. Над кентавром вверху в углах щита две серебряных шестиугольных звезды. Щит увенчан дворянским шлемом и короною со страусовыми перьями. Намёт лазоревый, подложен серебром. Герб рода Галаган внесён в Часть 5 Общего гербовника дворянских родов Всероссийской империи, стр. 120.